# Hannah Chaplin
Hannah Harriet Pedlingham Chaplin, znana tudi pod umetniškim imenom Lily Harley, angleška igralka, pevka in plesalka, * 6. avgust 1865, † 28. avgust 1928.
Vbritanskih glasbenih dvoranah nastopala od 16. leta. Znana je predvsem kot mati Charlieja Chaplina in njegovih dveh polbratov, igralca Sydneyja Chaplina in filmskega režiserja Wheelerja Drydena in babice glasbenika Spencerja Drydena. Zaradi duševnih bolezni, za katere zdaj menijo, da jih je povzročil sifilis, od sredine devetdesetih ni mogla nadaljevati z nastopi. Leta 1921 jo je sin Charlie preselil v Kalifornijo, kjer je bila oskrbljena v hiši v dolini San Fernando do smrti avgusta 1928.

## Zgodnje Življenje
Hannah Chaplin se je rodila 6. avgusta 1865 na ulici Camden Street v londonskem okrožju Walworth. Njen oče Charles Frederick Hill, sin zidarja, je bil čevljar, ki je bil morda irskega protestantskega rodu. Njena mati Mary Ann Hodges, hči trgovskega referenta, je bila pred tem poročena s pisateljem znakov, ki je umrl v nesreči.

## Igralska kariera
V starosti 16 let je Chaplin odšla od doma, da bi izboljšala svojo usodo, tako da je postala igralka. Po navdihu Lillie Langtry, ene najuspešnejših ženskih izvajalk tistega časa, je sprejela umetniško ime Lily Harley, ki je kot igralka in pevka nastopala v glasbenih dvoranah. Medtem ko je v zgodnjih osemdesetih letih sodelovala v irskem skeču Shamus O'Brien, je naletela na svojega odrskega partnerja Charlesa Chaplina Sr, ki ga je privlačil njegov šarm in lep videz. Ko razmišlja o tem obdobju, je Charlie Chaplin svojo mamo opisal kot "božansko videti". Pozneje so mu povedali, da je bila "čudovita in privlačna ter imela prepričljiv čar".
Približno leta 1883 se je približno pri 18 letih povezala s Sydney Hawkes (verjetno Sidney Hawke), ki jo je odpeljal v južnoafriško okrožje za pridobivanje zlata Witwatersrand, kjer je po mnenju psihiatra Stephena Weissmana v knjigi Chaplin iz leta 2008: Življenje je bila prisiljena v prostitucijo. Leta 1884 se je noseča s Hawkesom vrnila v London, kjer je spet živela skupaj s Charlesom Chaplinom. Leta 1885 je rodila Sydneyja, Hawkesovega sina, in se kmalu vrnila na oder, kjer je nastopila v kraljevi glasbeni dvorani v severnem francoskem mestu Le Havre.
Poročila se je s Charlesom 22. junija 1885 v cerkvi sv. Janeza v Walworthu. Medtem ko je bilo Charlesovih nastopov sredi osemdesetih let malo, se je Hannah Chaplin pojavila v Bristolu in Dublinu leta 1885, v Belfastu, Glasgowu, Peckhamu, Aberdeenu in Dundeeju pa leta 1886. V obvestilih za tisk so jo označili za "rafinirano in nadarjeno" umetnica Lily Harley ", ki je bila" najbriljantnejši hit v Gaityju in Zvezdi v Glasgowu, štiri in pet obratov vsako noč in kup rož ".

## Napad slabega zdravja
Na začetku leta 1887 se je Chaplin vrnila v London, kjer je prvič komentirala svoje slabo zdravstveno stanje. Tega leta se je z možem pojavila v Bathu in v glasbenih dvoranah na severu Anglije. Kljub bolezni je še naprej nastopala leta 1888. Njen mož je postajal vse bolj priljubljen, vendar v svoji karieri ni napredovala.
16. aprila 1889 je rodila drugega sina Charlesa Spencerja Chaplina, zdaj bolj znanega kot Charlie Chaplin. Odnosi Hannah z možem so se začeli slabšati, verjetno kot posledica pitja alkohola ali turneje po Severni Ameriki poleti 1890. 
V zgodnjih devetdesetih letih 20. stoletja se je Chaplin povezala z drugim izvajalcem glasbene dvorane, Leo Dryden, s katerim je nastopala kratek čas. 31. avgusta 1892 se je rodil njen tretji sin Wheeler Dryden in družina je nekaj časa živela udobno na West Square v Southwarku. Spomladi 1893 pa je Dryden odšel in s seboj vzel sina. 
V zgodnjih devetdesetih letih se je zdelo, da je Chaplin preživela čas s svojo sestro Kate, prav tako umetnico v glasbeni dvorani, na odru znano kot Kitty Fairdale. Zdi se, da sta sestri živeli skupaj okoli leta 1892. Chaplin je zanjo napisal številne uspešne pesmi, med njimi "Moja dama prijateljica" in zlasti "Lady Judge", ki se je izkazala za zelo uspešno od leta 1893 do 1896. 
Chaplinovo zdravje se je nenehno slabšalo, ko jo je začel trpeti silovit glavobol. Njeno stanje se je še poslabšalo, ko je bila njena mati predana azilu okrožja London po domnevnih znakih norosti, ki jih je morda povzročila pijača. Zdi se, da se je Hannah Chaplin nekaj časa pridružila baletu Vaudeville v londonskem gledališču Empire, morda zato, da bi negovala svoj glas. O njenem življenju med letoma 1892 in 1895 je malo znanega. Kljub temu obstajajo jasni zapisi o noči leta 1894, ko je med nastopanjem v menzi v Aldershotu izgubila glas. Namesto nje je pel njen sin Charlie, takrat pet let star.
Chaplin, ki ni mogla nastopiti na odru, je dva preostala otroka podpirala z oblačenjem doma. Biografija Charlieja Chaplina in drugi viri poročajo, da je bila pogosto dobre volje, otroke je zabavala s predstavami svojih zgodnejših odrskih del ali si je sama oblikovala zgodbe v pantomimskem slogu. Njeni glavoboli so se nadaljevali in postajali tako resni, da je bila 29. junija 1895 sprejeta v ambulanto Lambeth, kjer je preživela naslednji mesec in je bila nekaj mesecev pozneje ponovno sprejeta. Otroci so morali od doma, Charlie je na koncu končal v sirotišnici.
Po besedah Weissmanove, ki je preiskovala zdravstveno kartoteko Hannah Chaplin, je trpela za sifilisom. Dokumenti iz leta 1898 navajajo, da je bila nagnjena k nasilnim psihotičnim epizodam, ki so znak živčne vpletenosti v terciarni fazi bolezni. Njeno stanje se je tako poslabšalo, da so jo morali pri 35 letih sprejeti v azil na Cane Hill. Po izpustitvi je živela skupaj s sinovi v poceni sobi v Kenningtonu. Še naprej je delala kot šivilja in je bila deležna tudi pomoči Charlievega očeta, dokler ni umrl zaradi ciroze jeter pri 37 letih. Hannah Chaplin so dve leti pozneje ponovno sprejeli v bolnišnico, kjer je še naprej imela resne znake sifilisa.